# Illiesonemoura besali
Illiesonemoura besali är en bäcksländeart som först beskrevs av Aubert 1959.  Illiesonemoura besali ingår i släktet Illiesonemoura och familjen kryssbäcksländor. Inga underarter finns listade i Catalogue of Life.